# Підземне сховище Мерісвіль
Підземне сховище Мерісвіль — комплекс каверн на сході штату Мічиган, призначений для зберігання зріджених вуглеводневих газів (ЗВГ).
Сховище у Мерісвілі складається із одинадцяти каверн загальною корисною ємністю 8 млн барелів ЗВГ, які створені шляхом розмивання відкладень формації Саліна (силурійський період). Первісно тут зберігались лише пропан та бутан, проте в 2014 році став до ладу трубопровід Mariner West Pipeline, котрий здійснює транспортування етану для установок парового крекінгу в Корунні та Сарнії (по інший бік прикордонної з Канадою річки Сент-Клер). Як наслідок, сховище модернізували та надали йому можливість зберігати 1 млн барелів етану. Видача цього продукту до Корунни здійснюється через короткий — лише дев'ять кілометрів — трубопровід Genesis Pipeline. Варто відзначити, що останній працював і до появи Mariner West Pipeline, постачаючи піролізному виробництву в Корунні пропан та бутан (до появи в регіоні внаслідок «сланцевої революції» великого ресурсу етану на них приходились 50 % спожитої для піролізу сировини).
Відвантаження продукції споживачам відбувається не лише трубопровідним, але й залізничним та автомобільним транспортом. По залізниці ж пропан та бутан можуть надходити до сховища.